# Marie Turková (rolnice)
Marie Turková, rozená Mariana Horáková, (4. listopadu 1867 Těšany – 24. prosince 1943 Těšany) byla česká rolnice v Těšanech v okrese Brno-venkov. Roku 1887 se provdala za Felixe Turka a společně se pak později stali inspirací pro dílo bratří Mrštíků Maryša, v němž Marie Turková byla předlohou pro Marii Lízalovou a Felix Turek pro mlynáře Vávru.

## Život
Narodila se do rodiny Štěpána Horáka (26. 12 1837 - 18. 3 1912) a Juliany roz. Chalupové (* 1841, oddáni 28. ledna 1860). Podle zápisu v matrice narozených je pojmenována jako Mariana. V pozdějších záznamech (o sňatku) je označována jako Mária, nebo (při narození dětí) jako Maria.
Ve dvaceti letech se musela na rozkaz provdat za o necelých patnáct let staršího vdovce Felixe Turka (* 6. 11 1852, Borkovany), který s předchozí manželkou již vychovával tři děti (syna Martina a dcery Josefu a Julii). Několik dní před svatbou prý celou dobu plakala a prosila rodiče, aby sňatek zrušili, nakonec ale přece jen se přemohla a Felixe Turka si vzala.
Se svým chotěm měla dohromady sedm dětí, z toho tři dcery a čtyři syny, ale jen tři děti se dožily dospělého věku:
1. Maria (2. dubna 1889 - 9. května 1889[8]), zemřela jako dítě na psotník (v matrice zapsáno zastaralým názvem "božec")[9]
2. Maria (3. října 1890), dne 23. září 1919 oddána v Těšanech s Aloisem Žáčkem[10]
3. Hedvika (7. dubna 1892 - 26. ledna 1893[11]), podlehla psotníku[12]
4. Pavel (5. března 1894 - 18. října 1895[13]), zemřel na záškrt[14]
5. Filip (3. ledna 1896 - 29. září 1950), 25. ledna 1921 oddán s Marií Langáškovou[15]
6. František (29. září 1898 - 11. listopadu 1941), dne 23. listopadu 1926 oddán s Boženou Chalupovou[16]
7. Pavel (30. dubna 1901 - 29. března 1903), zemřel na božec[17]

Marie Turková strávila se svým manželem 39 let, až do jeho smrti roku 1927. Sama ho přežila o šestnáct let a zemřela na Štědrý den léta Páně 1943.

## Skutečnost s Maryšou
Rodina Turků se stala námětem pro dílo bratří Mrštíků Maryša. Maryša má být právě Turková a mlynáře Vávru ztvárňuje její manžel. V díle je Maryša popsána jako hezké děvče, které si ale musí vzít o hodně staršího mlynáře Vávru. Vávra je vdovec a říká se, že i svou manželku k smrti utrápil. Do celého příběhu se také angažuje Maryšin otec Lízal (skutečností je, že první manželka Felixe Turka Anna byla rozená Lízalová), který se sám Maryši snaží ukázat, že jí našel dobrého ženicha.
Ani postava rekruta Francka, který byl vzat na vojnu a slíbil, že až se vrátí, tak si Maryšu vezme, není vymyšlena. Za Marií Turkovou chodil jistý Šimon Petlák (19. 1 1867), dál se o jejich příběhu ale nic neví.
Tvrdí se také, že se právě Alois Mrštík do Marie Horákové zamiloval, ale otec mu ji nechtěl dát za ženu, a tak se pomstil napsáním svého díla.
Turkovi ze své "slávy" moc nadšeni nebyli. Roku 1926 po smrti obou autorů (Vilém Mrštík zemřel roku 1912 a Alois ho přežil o 13 let) se v Těšanech odehrálo představení hry a sama Turková se ještě dožila filmového zpracování.